# روابط ترکیه و لسوتو
روابط ترکیه و لسوتو به روابط دو جانبه میان ترکیه و لسوتو اشاره دارد. این دو کشور از زمان برقراری روابط دیپلماتیک، روابطی دوستانه و مبتنی بر احترام متقابل داشته‌اند.

## تاریخچه
روابط میان ترکیه و لسوتو به‌طور سنتی دوستانه بوده‌است. این روابط برای مدت کوتاهی پس از انتخابات سال ۱۹۷۰ میلادی در لسوتو دچار تنش شد؛ زمانی که  لیبواجاناتان، نخست‌وزیر لسوتو، قانون اساسی را به حالت تعلیق درآورد، پادشاهی لسوتو را بازداشت و تبعید کرد و فعالیت احزاب مخالف را ممنوع اعلام نمود. روابط دو کشور زمانی بهبود یافت که موشوشو دوم بار دیگر به‌عنوان رئیس کشور منصوب شد.
ترکیه از طریق آژانس همکاری و هماهنگی ترکیه (TİKA) در لسوتو به ساخت مدارس و بیمارستان‌ها پرداخته‌است.
روابط ترکیه و لسوتو در سال‌های اخیر به‌موازات گسترش روابط ترکیه با قاره آفریقا، به‌طور پیوسته در حال رشد بوده‌است.

## دیدارها
در تاریخ ۹ تا ۱۳ مهٔ ۲۰۱۱، پاکالیتا موسیسیلی، نخست‌وزیر لسوتو، به منظور شرکت در چهارمین کنفرانس سازمان ملل درباره کشورهای کمتر توسعه‌یافته، که در استانبول برگزار شد، به ترکیه سفر کرد.
کیمتسو هنری ماتبابا، وزیر دولت لسوتو، در اجلاس جهانی بشردوستانه که در ۲۳ تا ۲۴ مهٔ ۲۰۱۶ برگزار شد، حضور یافت.
موتتخوآ متسینگ، معاون نخست‌وزیر لسوتو، جاشوا ستیپا، وزیر تجارت و صنعت، و موکوتو خلواله، وزیر توسعه، در نشست «بازنگری میان‌دوره‌ای جامع برنامه اقدام استانبول برای کشورهای کمتر توسعه‌یافته» که در تاریخ ۲۷ تا ۲۹ مهٔ ۲۰۱۶ در آنتالیا برگزار شد، شرکت کردند.
در تاریخ ۲۰ تا ۲۳ مارس ۲۰۱۸، لسگو ماکگوتی، وزیر امور خارجه و روابط بین‌الملل لسوتو، با هدف دیدار رسمی از ترکیه بازدید کرد. در این سفر، ماکگوتی با مولود چاووش‌اوغلو، وزیر امور خارجه ترکیه، بن‌علی ییلدیریم، رئیس مجلس ملی کبیر ترکیه، معاون نخست‌وزیر و وزیر اقتصاد دیدار کرد.
در سال‌های اخیر، هیئت‌هایی از ترکیه نیز به لسوتو سفر کرده‌اند تا درباره گسترش همکاری‌های دوجانبه رایزنی کنند. نخستین دور مشاوره‌های سیاسی دوجانبه میان ترکیه و لسوتو در اکتبر ۲۰۱۹ در آنکارا برگزار شد.

## روابط اقتصادی
حجم مبادلات تجاری میان ترکیه و لسوتو در سال ۲۰۱۹ میلادی، ۱٫۶۵ میلیون دلار بود که سهم صادرات و واردات ترکیه به ترتیب ۱٫۶۲ و ۰٫۰۲۹ میلیون دلار را شامل می‌شد. این رقم در سال ۲۰۲۰ کاهش یافته و به ۴۲۰ هزار دلار رسید (صادرات ترکیه: ۱٫۲۲۹ میلیون دلار، واردات: ۰٫۴۰۸ میلیون دلار).
در چارچوب برنامه بورسیه «بورسیه‌های ترکیه» (Türkiye Scholarships)، دولت ترکیه هر ساله بورسیه‌هایی به دانشجویان اهل لسوتو اعطا می‌کند. آژانس همکاری و هماهنگی ترکیه (TİKA) نیز در زمینه طراحی و اجرای پروژه‌های توسعه‌ای در لسوتو فعالیت دارد.

## نمایندگی‌های دیپلماتیک
سفارت ترکیه در پرتوریا واقع در آفریقای جنوبی، به صورت هم‌زمان در لسوتو نیز آکرِدِیته (معتبر) است. در مقابل، سفارت لسوتو در رم واقع در ایتالیا نیز نمایندگی این کشور در ترکیه را بر عهده دارد.